# Loverboy (Billy Ocean)
Loverboy is een nummer van de Britse zanger Billy Ocean. Het is de tweede single van zijn vijfde studioalbum Suddenly uit 1984. Op 2 januari 1985 werd het nummer op single uitgebracht.

## Achtergrond
De plaat werd een grote hit in West-Europa, Oceanië en de Verenigde Staten. In thuisland het Verenigd Koninkrijk bereikte de plaat de 15e positie in de UK Singles Chart. In de Verenigde Staten werd de 2e positie bereikt in de Billboard Hot 100 en in Australië en Nieuw-Zeeland de 7e positie in de hitlijst.
In Nederland was de plaat op vrijdag 4 januari 1985 de eerste Veronica Alarmschijf van 1985 op Hilversum 3 en werd een gigantische hit in de destijds drie hitlijsten op de nationale publieke popzender. De plaat bereikte de 5e positie in de Nederlandse Top 40, de 7e positie in de Nationale Hitparade en piekte op een 2e positie in de TROS Top 50. In de pan Europese hitlijst op Hilversum 3, de TROS Europarade, bereikte de plaat de 8e positie.
In België bereikte de plaat de 2e positie in de Vlaamse Radio 2 Top 30 en de 3e positie in de voorloper van de Vlaamse Ultratop 50. In Wallonië werd géén notering behaald.
In de jaarlijkse NPO Radio 2 Top 2000 van de Nederlandse publieke radiozender NPO Radio 2 stond de plaat alleen in de allereerste editie van december 1999 genoteerd op een 1527e positie.

## NPO Radio 2 Top 2000
Loverboy stond alleen in 1999 in de NPO Radio 2 Top 2000, op plek 1527.